# La grande razzia (film)
(Didascalia iniziale)
La grande razzia (Razzia sur la Chnouf) è un film del 1954 diretto da Henri Decoin.

## Trama
Henri, detto Le Nantais, dietro la copertura della gestione di un ristorante ha il compito, datogli dal boss Liski, di riorganizzare il traffico della droga parigina. Nel mentre si innamora della cassiera del locale, Lisette, che è all'oscuro di tutto, e aiutato dai due scagnozzi di Liski, Roger le Catalan e Bibi, entra con ruolo principale in tutti i rami del giro, dalla produzione alla distribuzione; che però gli servirà per ben altro scopo.

## Distribuzione
È stato distribuito nei cinema francesi a partire dal 7 aprile 1955, mentre è uscito in Italia l'anno successivo.

### Censura
La censura italiana impose che per la versione distribuita sul suolo italiano venisse:
- Vietata la visione ai minori di anni 16;
- Eliminata la sequenza nella quale si vede con una bastonata in testa viene atterrato il ferroviere mentre scava nell'orto;
- Accorciata notevolmente la scena della bastonatura al chimico e alla moglie;
- Eliminato nel finale la scena nella quale si vede il cadavere di uno dei trafficanti con la bocca piena di sangue.[2]